# サウサンプトン伯爵

サウサンプトン伯爵フィッツウィリアム家の紋章

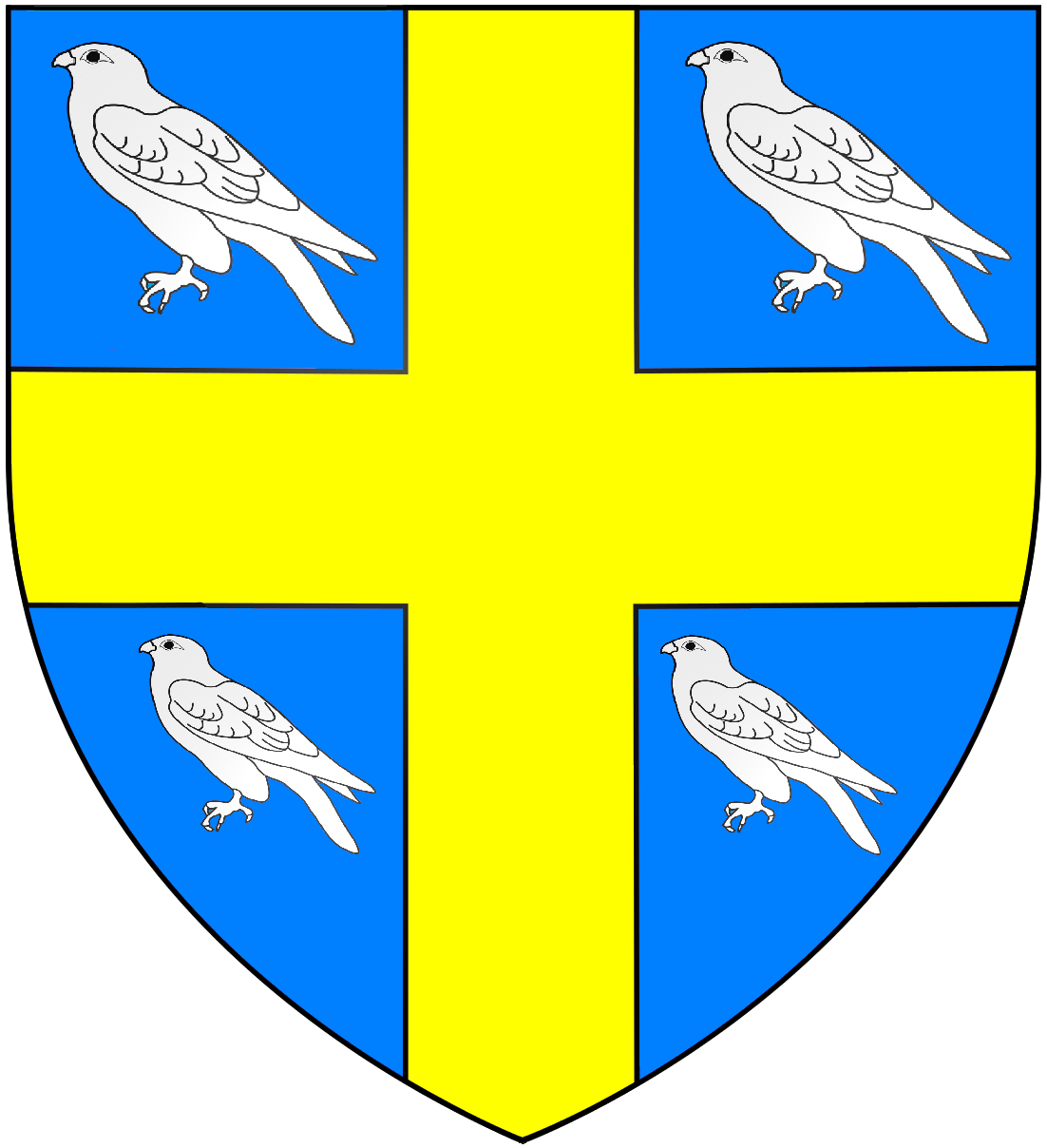
サウサンプトン伯爵リズリー家の紋章

サウサンプトン伯爵（サウサンプトンはくしゃく、英語: Earl of Southampton）は、かつて存在したイングランド貴族の伯爵位。
過去に3回創設されているが、いずれも廃絶している。

## 歴史
王室会計官やランカスター公領大臣、海軍卿、王璽尚書など様々な官職を歴任したウィリアム・フィッツウィリアムが1537年10月18日に「サウサンプトン伯爵」に叙されたのが最初の創設である。しかし彼には子供がなかったため、彼の死とともに爵位は消滅した。
2期目は大法官や国璽尚書などを務めたトマス・リズリーが、1544年1月1日に「サウサンプトン州におけるティッチフィールドのリズリー男爵 (Baron Wriothesley, of Titchfield in the County of Southampton) 」、1547年2月16日に「サウサンプトン伯爵」に叙されたのに始まる。4代伯トマスは岳父（妻の父）フランシス・リーから特別継承権で「チチェスター伯爵 (Earl of Chichester) 」位を継承したが、生存している男子がなく、彼の死とともに全保有爵位が消滅した。
最後の創設は、チャールズ2世の愛人バーバラ・パーマーが、1670年8月3日に「クリーヴランド公爵 (Duke of Cleveland) 」位とともに「サウサンプトン女伯爵 (Countess of Southampton) 」に叙されたのにはじまる。これらの爵位は特別継承権として彼女とチャールズ2世の私生児である長男チャールズ・フィッツロイと三男ジョージ・フィッツロイにのみ継承権を認めていた。チャールズ・フィッツロイは、母の爵位を襲爵する前の1675年9月10日に「サウサンプトン公爵（ (Duke of Southampton) 」位やチチェスター伯爵位に叙されている。しかしその息子であるウィリアムが子供を残さなかったため、彼の死とともにサウサンプトン伯爵位を含む全保有爵位が廃絶した。
以降、2015年現在までサウサンプトン伯爵位の創設はないが、バーバラとチャールズ2世の私生児の次男ヘンリー・フィッツロイを祖とするグラフトン公爵家の分流チャールズ・フィッツロイ（3代グラフトン公オーガスタス・フィッツロイの弟）が1780年10月17日にグレートブリテン貴族爵位「サウサンプトン州におけるサウサンプトンのサウサンプトン男爵 (Baron Southampton, of Southampton in the County of Southampton) 」に叙されており、このサウサンプトン男爵家は2015年現在も存続している（2015年現在の当主は第7代男爵エドワード・フィッツロイである)。

## 一覧

### サウサンプトン伯 第1期 (1537年)
- 初代サウサンプトン伯ウィリアム・フィッツウィリアム（英語版） (1490–1542)

### サウサンプトン伯 第2期 (1544年)

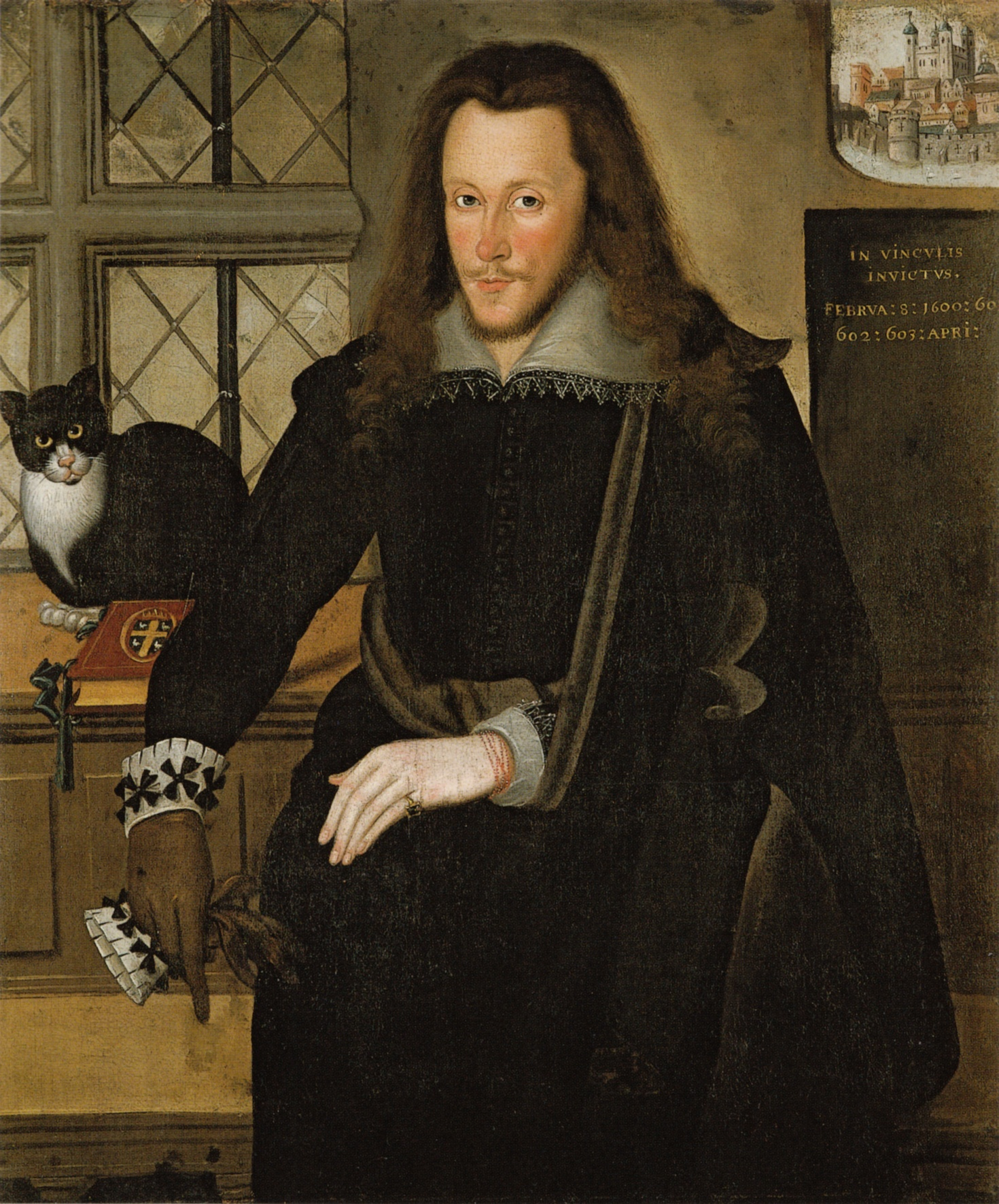
3代サウサンプトン伯ヘンリー・リズリー

- 初代サウサンプトン伯トマス・リズリー（英語版） (1505–1550)
- 2代サウサンプトン伯ヘンリー・リズリー（英語版） (1545–1581)
- 3代サウサンプトン伯ヘンリー・リズリー (1573–1624)
- 4代サウサンプトン伯・2代チチェスター伯トマス・リズリー (1607–1667)

### サウサンプトン伯 第3期 (1670年)
- クリーヴランド公爵参照